# Alan McLennan
Alan McLennan (27 de novembre de 1936) va ser un ciclista australià que combinà tant la carretera com el ciclisme en pista. Va competir en nombroses curses de sis dies.

## Palmarès
- 1961
  - 1r als Sis dies de Sydney (amb Ernest Corney i Keith Reynolds)